# De Backer (passementweverij)
Passementerie De Backer & Zoon was een Brusselse manufactuur die ambachtelijk passementen weefde.
De familiale manufactuur werd gesticht in 1896 door Paul De Backer en was  gevestigd in de Marollen. Het bedrijf leverde passementen in Franse stijl voor meubilair en interieur. Hiervoor had de firma een tiental eigen weefgetouwen met jaquardmechaniek, waarvan het oudste dateerde uit 1831. Een twintigtal medewerkers bediende de getouwen.
Tot de klanten behoorden de Kamer en de Senaat. De Backer voerde tot de dood van koning Boudewijn de titel van Belgisch hofleverancier. Voor de Troonzaal werden verschillende ornementen geweven.
In 1999 waren er geen afstammelingen meer uit de familie en is de zaak verkocht. Recent is deze ontbonden.

## Voormalig klanten
- Het Belgische Hof
- Het Luxemburgs Groothertogelijk Hof[3]
- Koninklijk Theater du Parc
- Horta Museum
- Residentie van de ambassadeur van de Verenigde Staten te Brussel
- Concert Noble te Brussel